# 雷波花椒
雷波花椒（学名：Zanthoxylum leiboicum），为芸香科花椒属下的一个植物种。